# دهستان میانکوه غربی
میانکوه غربی، دهستانی از توابع بخش مرکزی شهرستان پلدختر در استان لرستان ایران است.
میانکوه غربی در ۵ کیلومتری شرق شهر پلدختر شروع می‌شود و تا ۴۰ کیلومتر پس از آن امتداد می‌یابد.
طبیعت زیبای میانکوه غربی تفرجگاه افراد زیادی از سرتاسر استان است و بخصوص در فصل بهار، پاییز و زمستان میزبان گردشگران پلدختری می‌باشد. مردم این منطقه به زبان لری بالاگریوه‌ای سخن می‌گویند.

## جمعیت
براساس سرشماری سال ۱۳۹۵ جمعیت آن ۲٬۴۳۴ نفر (۶۷۴ خانوار) بوده‌است.